# 유수현 (정치인)
유수현(劉守鉉, 1915년 1월 30일~1980년 8월 20일)은 대한민국의 정치인이다. 제6대 국회의원을 지냈다.

## 역대 선거 결과
|  | 20.25% |

|  | 26.53% |

|  | 0% |

|  | 30.28% |

|  | 39.79% |